# 熊取町の地名
本項熊取町の地名（くまとりちょうのちめい）では、大阪府泉南郡熊取町における町名や大字名を中心に、本町および前身の熊取村成立以来の地名の変遷について記述する。

## 現行行政町名
まず町内の現行の町字名を五十音順に列挙する。

### あ行
- 青葉台1 - 2丁目
- 朝代台
- 朝代西1 - 4丁目
- 朝代東1 - 4丁目
- 大久保
- 大久保北1 - 3丁目
- 大久保中1 - 5丁目
- 大久保西
- 大久保東1 - 2丁目
- 大久保南1 - 5丁目
- 大宮1 - 4丁目
- 小垣内
- 小垣内1 - 4丁目
- 小谷
- 小谷北1 - 2丁目
- 小谷南1 - 4丁目

### か行
- 希望が丘1 - 4丁目
- 久保
- 久保1 - 5丁目
- 高田1 - 4丁目
- 五門
- 五門西1 - 4丁目
- 五門東1 - 4丁目
- 紺屋1 - 2丁目

### さ行
- 桜が丘1 - 2丁目
- 五月ケ丘1 - 2丁目
- 七山1 - 3丁目
- 七山北
- 七山西
- 七山東
- 七山南
- 自由が丘1 - 2丁目
- 新野田1 - 2丁目

### た行
- つばさが丘北1 - 4丁目
- つばさが丘西1 - 2丁目
- つばさが丘東1 - 2丁目
- 東和苑

### な行
- 長池
- 成合北
- 成合西
- 成合東
- 成合南
- 野田
- 野田1 - 4丁目

### ま行
- 美熊台1 - 2丁目
- 南山の手台

### や・ら・わ行
- 山の手台1 - 3丁目
- 若葉1 - 2丁目
- 和田1 - 5丁目

## 町字名の変遷
熊取村は1889年（明治22年）、日根郡五門村・大久保村・紺屋村・野田村・七山村・久保村・小谷村・小垣内村が合併することにより成立。旧村名を継承した8大字を編成。1896年（明治29年）、泉南郡の所属となる。

### 成立当初の大字名
- 大久保
- 小垣内
- 小谷
- 久保
- 五門
- 紺屋（1998年廃止）
- 七山（1990年代頃廃止）
- 野田

### 町名の設置
1951年（昭和26年）、町制施行して熊取町となる。村制時の8大字を継承。
1991年（平成3年）
- 自由が丘1 - 2丁目（小垣内・七山・久保・野田の各一部より）

1992年（平成4年）
- 希望が丘1 - 4丁目（小垣内・七山・久保・野田の各一部より）

1993年（平成5年）
- 若葉1 - 2丁目（七山・小垣内・久保・小谷の各一部より）

1994年（平成6年）
- 南山の手台（久保・野田の各一部より）
- 山の手台1 - 3丁目（久保・野田・五門・大久保・小垣内の各一部より）

1996年（平成8年）
- 大久保北1 - 3丁目
- 大久保中1 - 3丁目（2005年に5丁目、2011年に4丁目がそれぞれ成立）
- 大久保西
- 大久保南3 - 5丁目（2011年に1 - 2丁目が成立）

1997年（平成9年）
- 紺屋2丁目（1998年に1丁目が成立）
- 桜が丘1 - 2丁目
- 七山1 - 3丁目
- 七山北
- 七山西
- 七山東
- 七山南
- 新野田1 - 2丁目
- 野田3 - 4丁目（1998年に1 - 2丁目が成立）

1998年（平成10年）
- 大久保東1 - 2丁目
- 五門西1 - 4丁目
- 五門東1 - 4丁目
- 東和苑
- 長池
- 美熊台1 - 2丁目

1999年（平成11年）
- 朝代西3 - 4丁目（2003年に1 - 2丁目が成立）
- 朝代東1 - 4丁目
- 和田1 - 3・5丁目（2002年に4丁目が成立）

2000年（平成12年）
- 朝代台
- 大宮1 - 4丁目
- 小垣内1 - 4丁目
- つばさが丘北1 - 4丁目
- つばさが丘西1 - 2丁目
- つばさが丘東1 - 2丁目

2001年（平成13年）
- 小谷北1 - 2丁目
- 小谷南1 - 3丁目（2002年に4丁目が成立）
- 久保1 - 3丁目（2002年に4 - 5丁目が成立）
- 五月ケ丘1 - 2丁目

2002年（平成14年）
- 高田1 - 4丁目
- 成合北
- 成合西
- 成合東
- 成合南

2005年（平成17年）
- 青葉台1 - 2丁目

## 参考資料
- 角川日本地名大辞典 27 大阪府（1983年、角川書店）